# Monika Hrastnik
Monika Hrastnik (* 7. Juni 1994) ist eine slowenische Mountainbikerin, die im Downhill aktiv ist.

## Sportlicher Werdegang
Ihre Karriere im Mountainbikesport begann Hrastnik im Four Cross, nach mehreren Podiumsplatzierungen in den Vorjahren wurde sie 2015 Slowenische Meisterin und Vierte bei den UCI-Mountainbike-Weltmeisterschaften im Four Cross.
Parallel dazu startete Hrastnik bei den nationalen Meisterschaften im Downhill, zur Saison 2015 wechselte ihr Hauptaugenmerk vom Four Cross zum Downhill. Bereits 2015 wurde sie neben dem Four Cross auch erstmals  Slowenische Meisterin im Downhill, 2016 gewann sie bei den UEC-Mountainbike-Europameisterschaften ihre erste Medaille bei internationalen Meisterschaften.
Neben einigen Starts im UCI-Mountainbike-Weltcup konzentrierte Hrastnik sich zunächst auf den IXS European Downhill Cup, bei dem sie 2017 und 2018 neben mehreren Einzelsiegen die Gesamtwertung gewann. Im Jahr 2018 wurde sie auch Europameisterin im Downhill. Im Jahr 2020 wurde sie Dritte der Weltmeisterschaften, 2021 das zweite Mal Europameisterin und zum fünften Mal Slowenische Meisterin. In der Saison 2022 verteidigte sie beide Titel erfolgreich. 
Im Weltcup etablierte Hrastnik sich durch regelmäßige Ergebnisse unter den Top Ten, ein Sieg blieb ihr jedoch bisher verwehrt. Nach jeweils einem dritten Platz 2018 in Val di Sole und 2021 in Leogang erzielte sie 2023 mit dem zweiten Platz in Les Gets ihre bisher beste Platzierung im Weltcup.

## Erfolge
| 2015 - Slowenische Meisterin – Four Cross - Slowenische Meisterin – Downhill 2016 - Europameisterschaften – Downhill 2017 - Slowenische Meisterin – Downhill - Gesamtwertung iXS European Downhill Cup 2018 - Europameisterin – Downhill - Slowenische Meisterin – Downhill - Gesamtwertung iXS European Downhill Cup 2019 - Europameisterschaften – Downhill | 2020 - Weltmeisterschaften – Downhill - Slowenische Meisterin – Downhill 2021 - Europameisterin – Downhill - Slowenische Meisterin – Downhill 2022 - Europameisterin – Downhill - Slowenische Meisterin – Downhill 2023 - Europameisterschaften – Downhill - Slowenische Meisterin – Downhill |